# Alouatta arctoidea
Alouatta arctoidea is een zoogdier uit de familie van de grijpstaartapen (Atelidae). De wetenschappelijke naam van de soort werd voor het eerst geldig gepubliceerd door Ángel Cabrera in 1940.

## Voorkomen
De soort komt voor in Venezuela.